# Рокабруна
Рокабру̀на (на италиански: Roccabruna; на пиемонтски: la Rocia 'd Dronè, ла Роча ъд Дроне, на окситански: la Rocho, ла Рочо) е село и община в Северна Италия, провинция Кунео, регион Пиемонт. Разположено е на 640 m надморска височина. Населението на общината е 1603 души (към 2010 г.).